# Forse è solo mal di mare
Forse è solo mal di mare è un film del 2019 diretto da Simona De Simone.
La pellicola, che vede protagonista Francesco Ciampi, è stata presentata in anteprima al Festival di Cannes ed è stata distribuita in Italia a livello nazionale il 23 maggio 2019.

## Trama
Francesco, ex fotografo, è diventato pescatore ma dopo tanti anni viene lasciato dalla moglie. Quando arriva Laura, nuova maestra, forse la sua vita può prendere una nuova direzione.